# Zavrelimyia wartinbei
Zavrelimyia wartinbei är en tvåvingeart som beskrevs av Roback 1984. Zavrelimyia wartinbei ingår i släktet Zavrelimyia och familjen fjädermyggor. Inga underarter finns listade i Catalogue of Life.